# Ballistura aqualata
Ballistura aqualata är en urinsektsart som först beskrevs av John Tenison Salmon 1941.  Ballistura aqualata ingår i släktet Ballistura och familjen Isotomidae. Inga underarter finns listade.